# Saint-Merd-de-Lapleau
 Saint-Merd-de-Lapleau  là một xã thuộc tỉnh Corrèze trong vùng Nouvelle-Aquitaine miền trung Pháp.